# Hans Schoszberger

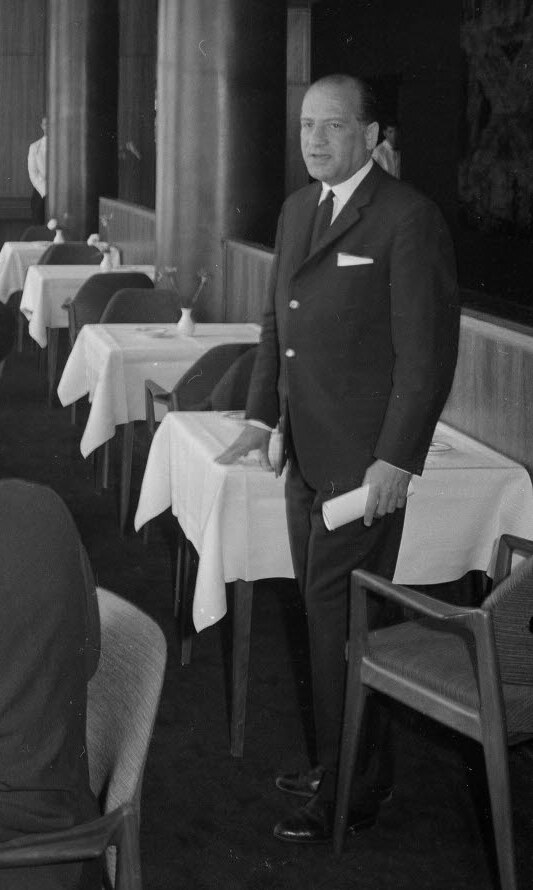
Hans Schoszberger (1963)

Hans Schoszberger, auch Hans Schoßberger (* 1907 in Oderfurt, Mähren; † 1997 in Berlin) war ein deutscher Architekt.

## Leben
Schoszberger studierte an der Technischen Hochschule Wien und der Deutschen Technischen Hochschule Brünn. 1932 schloss er sein Studium an der Technischen Hochschule Berlin ab. 1934 wurde er mit einer Dissertation über den baulichen Luftschutz promoviert. Von 1956 bis 1968 arbeitete er in einer Bürogemeinschaft mit Paul Schwebes in Berlin zusammen.

## Bauten (Auswahl)
- 1955–1957: Zentrum am Zoo mit Paul Schwebes (Huthmacher-Haus, Zoo Palast, Bikini-Haus, Kleines Hochhaus, Parkgarage am Zoo)
- 1957–1958: Berlin Hilton; heute InterContinental Berlin (mit Paul Schwebes)
- 1958–1960: Telefunken-Hochhaus (mit Paul Schwebes)
- 1961–1963: Hotel Conti Hansa in Kiel (mit Paul Schwebes)
- 1963–1964: ehemaliges Kaufhaus Neckermann in Berlin-Charlottenburg
- 1964–1966: Elbe-Einkaufs-Zentrum (EEZ) in Hamburg (mit Paul Schwebes)